# Silvio Barbieri
Silvio Barbieri (Este, 14 maggio 1883 – Padova, 3 giugno 1957) è stato un imprenditore e dirigente sportivo italiano.

## Biografia
Imprenditore nel campo dei liquori assieme a suo fratello Luigi fonda a Padova l'industria F.lli Barbieri dove nel 1919 crea l'aperitivo Aperol. Nella stagione 1928-1929 diviene il Presidente dell'Associazione Calcio Padova arrivando ottavo nel girone A della Divisione Nazionale conquistando così l'ultimo posto utile per qualificarsi al primo campionato di Serie A.

## Fonti
- Biancoscudo, cent'anni di Calcio Padova, a cura di Massimo Candotti e Carlo Della Mea (contributi di Paolo Donà, Gabriele Fusar Poli, Andrea Pistore, Marco Lorenzi e Massimo Zilio), EditVallardi 2009.